# 梅毒密螺旋體
梅毒密螺旋體，常稱為梅毒螺旋體，是一種螺旋體門下的细菌，具有多個亞種，可引起梅毒。它僅在人類之間傳播。它是一種螺旋狀的微生物，通常有6-15微米長，0.1–0.2微米寬。梅毒密螺旋體缺乏三羧酸循环或氧化磷酸化，導致其代謝活動最小化。密螺旋體具有細胞質和细胞膜。普通的光學顯微鏡看不見它，只有使用特別的暗場顯微鏡才能看到。梅毒螺旋體由三個亞種組成，每一種都能引起不同的疾病。

## 亞種
已知的三個亞種
- T. p. pallidum，可引發梅毒
- T. p. endemicum，可引發非性病地方性梅毒
- T. p. pertenue，可引發雅司病